# Menippe frontalis
Menippe frontalis is een krabbensoort uit de familie van de Menippidae. De wetenschappelijke naam van de soort werd in 1879 voor het eerst geldig gepubliceerd door Alphonse Milne-Edwards.